# Wolf Schäfer (Historiker)

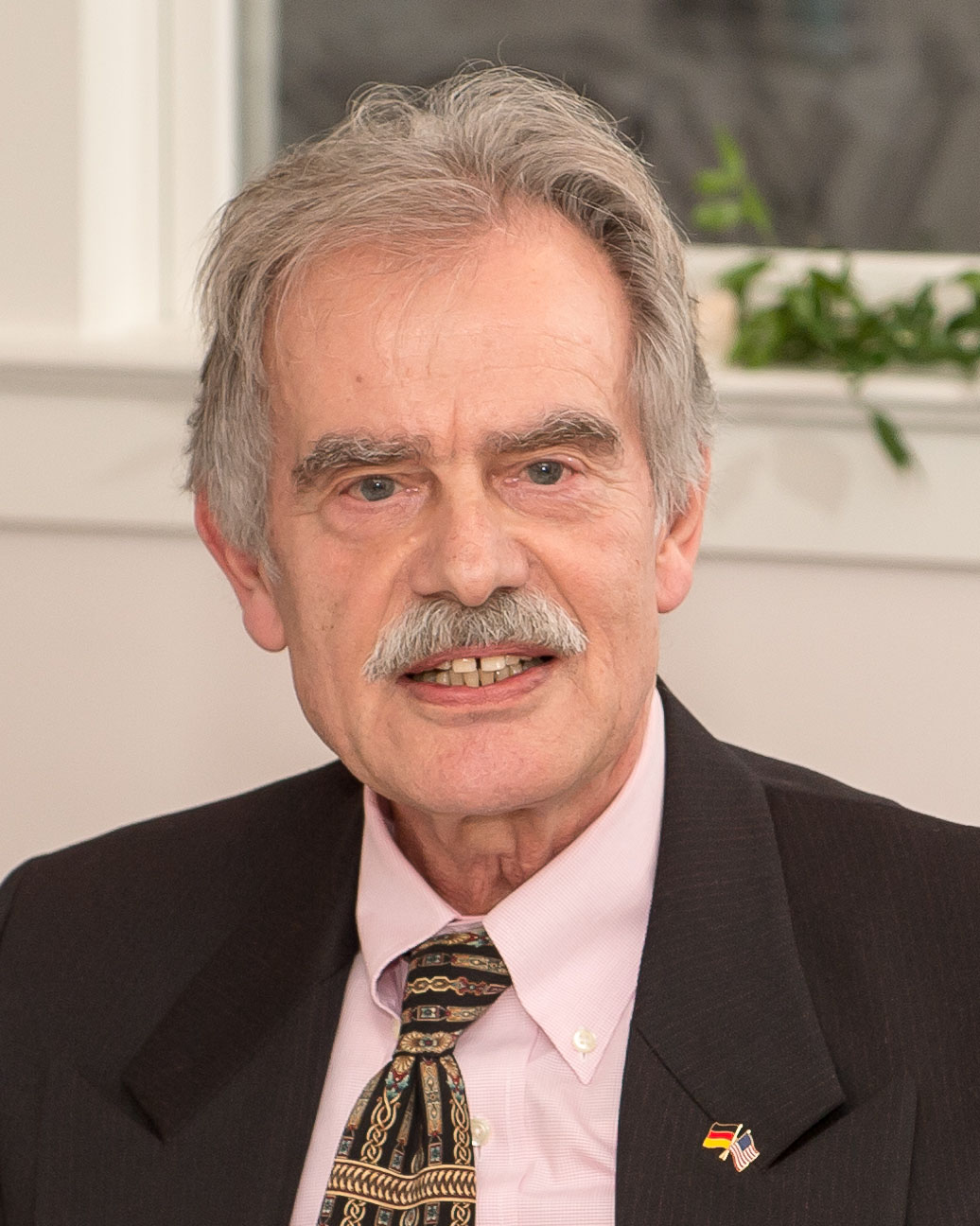
Wolf Schäfer bei einem SBU-Besuch des deutschen UN-Botschafters, 2014

Wolf Schäfer (* 22. April 1942 in Halle an der Saale) ist ein Historiker und Universitätsprofessor mit Lehr- und Forschungstätigkeit in Deutschland und den Vereinigten Staaten.

## Leben
Aufgewachsen ist Wolf Schäfer in der Wolfszeit in Frankfurt am Main. Er war freischaffender Maler in der ersten Hälfte der 1960er Jahre; in der zweiten Hälfte studierte er Geschichte, Internationale Politik und Philosophie an den Universitäten Marburg, Bonn, King’s College London und München, unterstützt von der Studienstiftung des deutschen Volkes (M.A. 1970). Seine akademische Laufbahn begann als Assistenzprofessor am Historischen Seminar der Universität München (1970–72) und anschließend als wissenschaftlicher Mitarbeiter in der Forschungsgruppe Alternativen der Wissenschaft am Max-Planck-Institut in Starnberg (1973–81) unter der Leitung von Carl Friedrich von Weizsäcker. 1983 promovierte Schäfer an der Universität Bremen mit Arbeiten zur neuzeitlichen Sozial- und Wissenschaftsgeschichte, die 1985 unter dem Titel Die unvertraute Moderne veröffentlicht wurden.
Wolf Schäfers erste amerikanische Phase begann nach der Schließung des Starnberger Max-Planck-Instituts mit einer Reihe von Fellowships: 1981 am Center for Philosophy and History of Science der Universität Boston, 1982 am History of Science Department der Universität Harvard, 1983/84 am Program in Science, Technology, and Society des MIT und schließlich 1984/85 am Harvard Center for European Studies. 1985 erhielt Schäfer eine Professor an der Hochschule Darmstadt im Fachbereich Sozial- und Kulturwissenschaften.
Schäfers zweite amerikanische Phase begann Ende der 1980er Jahre mit der Annahme einer Professur an der Staatsuniversität von New York in Stony Brook, wo er von 1989 bis 2016 Wissenschaftsgeschichte im Department of History des College of Arts and Sciences lehrte. Um näher an die zeitgenössischen Entwicklungen von Wissenschaft und Technik heranzukommen, wurde Schäfer 2017 Fakultätsmitglied im SBU College of Engineering and Applied Sciences. Er übernahm dort die Leitung und Neuausrichtung des Fachbereichs Technology and Society unter der Prämisse „Engineering has become much too important to be left to the engineers.“ Als Chairman (2017–2022) oblag ihm auch die Aufsicht über die und Koordination mit der Schwester-Abteilung des Stony Brook Campus in Südkorea. Schäfer ist gegenwärtig ein John S. Toll Professor der Universität und Gründungsdirektor des Automotive Ethics Laboratory in seinem Fachbereich.
Administrative Aufgaben, die Schäfer neben seiner regulären Lehr- und Forschungstätigkeit übernommen hat, beinhalten sowohl Department Chair als auch Associate und Interim Dean für International Academic Programs (2011–15). In diesen Funktionen hat er Forschungsförderung von insgesamt über fünf Millionen Dollar eingeworben. Institutionell leistete er Pionierarbeiten mit den Gründungen des Zentrums für Global & Local History (Heimat des Long Island History Journals), des Stony Brook Institute for Global Studies sowie der Publikation und Herausgabe des Globality Studies Journal.
Wolf Schäfer lebt an der Nordküste von Long Island in einem Anwesen aus dem 18. Jahrhundert. Er ist in dritter Ehe mit Anahi Walton verheiratet, hat zwei Söhne aus erster Ehe mit Ariane von Foelkersam und eine Tochter aus zweiter Ehe mit Seyla Benhabib; er hat sechs Enkelkinder.

## Werk/Wirken
Forschungsbeiträge von Schäfer sind sowohl in deutscher als auch englischer Sprache in vier Themenbereichen erschienen. Der erste Bereich umfasst grundlegende Beiträge zur Sozialgeschichte des 19. Jahrhunderts, insbesondere zum deutschen Frühsozialismus. Der zweite Bereich versammelt konstruktive Beiträge zum Konzept der Globalgeschichte im Gegensatz zur traditionellen Weltgeschichte. Der dritte Bereich enthält historische und theoretische Beiträge zur Wissenschaftsforschung, insbesondere zur Finalisierungstheorie der Naturwissenschaften. Das Projekt des vierten Forschungsbereichs untersucht den moralischen Entscheidungsspielraum automatisierter Fahrzeuge.

### Sozialgeschichte
Schäfers sozialgeschichtliche Arbeiten sind auf die erste Hälfte des 19. Jahrhunderts konzentriert und haben zwei Komponenten: einerseits die Analyse frühsozialistischer Theoriebildungsprozesse und andererseits die Herausgabe einschlägiger Quellentexte. Der übergreifende Fokus dieser Arbeiten ist die Verdrängung des ungelehrten Denkens des Magdeburger Schneidergesellen Wilhelm Weitling (1808–71) durch das wissenschaftliche Denken von Karl Marx (1818–83). Der Unterschied der beiden Denkweisen führte 1846 in einem Treffen Weitlings mit Marx und Engels zum Bruch zwischen Weitling und Marx. Schäfer hat das ungelehrte Denken als kollektive Theoriebildung von unten beschrieben, die sowohl interessenbezogen als auch wild und konstruktiv ist. Einen Quellenbeitrag zur Weitling-Forschung liefern Schäfers Materialien zum Urwähler (Berliner Wochenschrift Weitlings), insbesondere die Reproduktion der verschollenen Nummer 5 des Urwählers vom November 1848. Das ideologische Spannungsverhältnis zwischen BRD und DDR war ein schwerwiegender Kontext dieser Arbeiten.

### Globalgeschichte
Wolf Schäfer hat sich dafür eingesetzt, Globalgeschichte als die Geschichte der Gegenwart, bzw. des gegenwärtigen Zeitalters, sowie als eine neue Form der Geschichtsschreibung zu verstehen, die von der traditionellen Weltgeschichte Abstand nimmt. Er hat die totalisierende Form der Weltgeschichtsschreibung kritisiert, die die gesamte Welt, alle menschliche Vergangenheit und die ganze Menschheit zu erfassen sucht, und ist für eine Globalgeschichte eingetreten, die einerseits 'groß' genug sein muss, um die planetaren Prozesse unserer Zeit zu erfassen, und andererseits klein genug, um den Erfordernissen der gewöhnlichen akademischen Forschung (beginnend mit Doktorarbeiten) zu genügen. Das Argument, dass die Globalisierung der Welt die Realität ist, die im 20. Jahrhundert begonnen hat, Epoche zu machen, hat er in einem Zeit-Artikel vertreten. Seine These – das eigentliche 20. Jahrhundert habe um 1950 begonnen – deckt sich mit der Periodisierung des Anthropozän. Schäfer hat das Projekt der neuen Epoche auf den Begriff Pangaea Two gebracht. Sein Ansatz wurde in der Zeitschrift Erwägen Wissen Ethik vorgestellt und von 21 Diskutanten kontrovers besprochen. Schäfers Konzept der Globalgeschichte liegt quer zu den herkömmlichen Formen der Weltgeschichte, einschließlich der Big History. Seine Beiträge zur aktuellen Entstehung einer global technoscientific civilisation im Singular gehen über die ältere Vorstellung von Weltzivilisationen im Plural hinaus und sind erste Versuche, die Konturen der globalen, technowissenschaftlichen Zivilisation zu umreißen.

### Wissenschaftsforschung
Schäfers Beiträge zur Wissenschaftsforschung sind von den Lernprozessen in einer interdisziplinären Max-Planck-Arbeitsgruppe geprägt, die es ermöglichten, Wissenschaftstheorie, Wissenschaftssoziologie und Wissenschaftsgeschichte zu kombinieren. Das Forschungsprogramm der Gruppe behandelte aber nicht nur akademische Fragen, wie die des Externalismus und Internalismus, sondern hatte auch eine wissenschaftspolitische Stoßrichtung. Letztere war in der Theorie der Finalisierung der Wissenschaft begründet nach der externe (ökonomische, soziale, politische) Zwecke zum Entwicklungsleitfaden naturwissenschaftlicher Forschungsbereiche werden können. Diese Theorie war im Anschluss an Kuhn und Lakatos auf einem Drei-Phasen-Modell der Naturwissenschaftsentwicklung aufgebaut, das ihre externe Zweckorientierung an ein universelles und stabiles Paradigma für einen Gegenstandsbereich band. Die Finalisierungstheorie wurde 1976 als eine politische Herausforderung der Wissenschaft attackiert und löste eine öffentliche Diskussion aus. Schäfer hat in diesem Streit mehrfach Stellung bezogen. Wolfgang Krohn und Schäfer haben den Beitrag der Finalisierungstheorie zu einem umfassenderen Verständnis der Wissenschaftsgeschichte in einer Fallstudie zur Agrikulturchemie Liebigs demonstriert. Schäfer hat 1987 in einem Zeit-Artikel erklärt, dass das Problem einer vernünftigen Orientierung der Dynamik von moderner Wissenschaft und Technik von feministisch und ökologisch inspirierten sozialen Bewegungen nachhaltig bearbeitet wird.

### Automotive Ethics
Schäfers Ethik-Labor erforscht den moralischen Entscheidungsspielraum der Artifiziellen Intelligenz (AI) automatisierter Kraftfahrzeuge (AVs) mit einem Team von Ingenieursstudenten und Doktoranden. Es hat die Aufgabe, Unfälle vollautomatisierter Fahrzeuge für ethische Grenzfälle (moral dilemma cases) zu simulieren und zwar solche, in denen ein Unfall zwar unvermeidbar ist, aber die AI zwischen verschiedenen Schadensereignissen wählen kann. Die Wahl wird von der spezifischen Moraltheorie des AV bestimmt. Entwicklungsingenieure und Programmierer können auf mehrere hochrangige Theorien zugreifen, zum Beispiel die utilitaristische, libertäre oder deontologische Ethik, aber nicht auf eine universell gültige Ethik, die von soziokulturellen Perspektiven und Präferenzen unabhängig wäre (wie die Lichtgeschwindigkeit). Die Simulationen im Automotive Ethics Labor zeigen, dass AVs mit unterschiedlichen Moraltheorien in identischen Situationen dramatisch andersartige Unfallentscheidungen treffen können.

### Sonstiges
Anlässlich des 100. Geburtstags von Carl Friedrich von Weizsäcker fand in Starnberg am 30. Juni und 1. Juli 2012 ein Symposium der ehemaligen Mitarbeiter des Starnberger Max-Planck-Instituts statt. Schäfer hielt in diesem Zusammenhang einen Vortrag zur Aufarbeitung der gemeinsamen und der von Weizsäckerschen Vergangenheit. Daraus sind Veröffentlichungen über Weizsäckers Anteil am Bau einer deutschen Atombombe sowie zu seiner Verbindung mit Heidegger und der beiderseitigen Hoffnung auf einen alternativen Nationalsozialismus hervorgegangen.

## Auszeichnungen

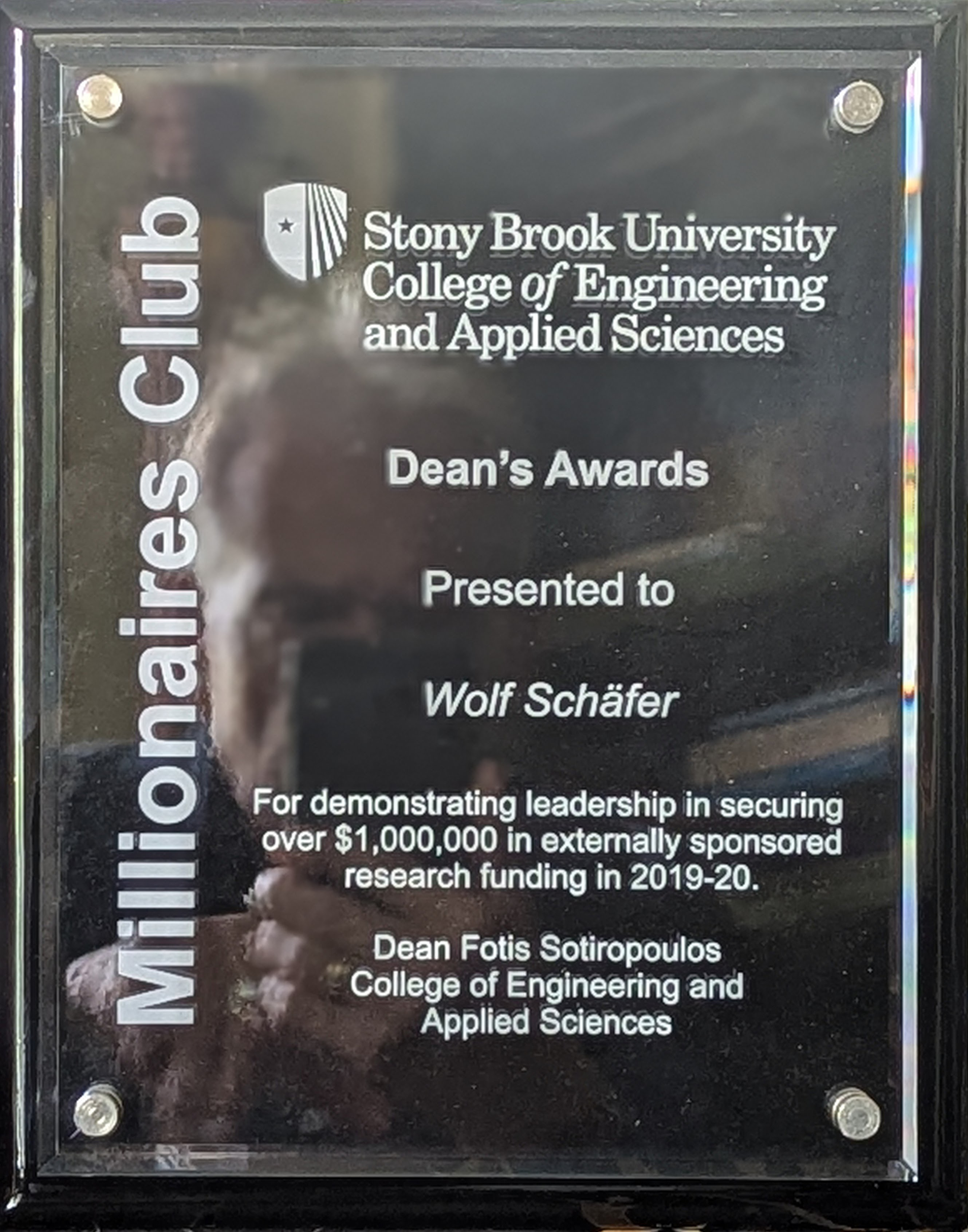
2020 Dean's Award

- 1991–92 SEL-Stiftungsprofessur[36] an der Technischen Universität Darmstadt.
- 2013 Berlin-Preis der American Academy in Berlin mit Anna-Maria-Kellen-Stipendium.[37]
- 2020 Dean's Award, College of Engineering and Applied Sciences, Stony Brook University.

## Werke/Schriften
- Wolf Schäfer (Hrsg.): Wilhelm Weitling: Das Evangelium des armen Sünders [Bern 1845]. Die Menschheit, wie sie ist und wie sie sein sollte [Paris 1838/39]. Rowohlt, Reinbek bei Hamburg, 1971, ISBN 978-3-499-45274-1.
- Wolf Schäfer (Hrsg.): Ferdinand Lassalle: Arbeiterlesebuch und andere Studientexte. Rowohlt, Reinbek bei Hamburg, 1972, ISBN 978-3-499-45289-5.
- Gernot Böhme, Wolfgang van den Daele, Rainer Hohlfeld, Wolfgang Krohn, Wolf Schäfer, Tilman Spengler: Starnberger Studien 1: Die gesellschaftliche Orientierung des wissenschaftlichen Fortschritts. Frankfurt, Suhrkamp, 1978, ISBN 978-3-518-10877-2.
- Wolf Schäfer (Hrsg.): Neue soziale Bewegungen. Konservativer Aufbruch im bunten Gewand? Fischer Perspektiven, Frankfurt, 1983, ISBN 978-3-596-24166-8.
- Gernot Böhme, Wolfgang van den Daele, Rainer Hohlfeld, Wolfgang Krohn, Wolf Schäfer: Finalization in Science. The Social Orientation of Scientific Progress (=Boston Studies in the Philosophy of Science. Bd. 77). Hrsg.: Wolf Schäfer. Springer Dordrecht, 1983, ISBN 978-90-277-1549-4.
- Wolf Schäfer: Die unvertraute Moderne. Historische Umrisse einer anderen Natur- und Sozialgeschichte. Fischer Wissenschaft, Frankfurt, 1985, ISBN 978-3-596-27356-0.
- Wolf Schäfer: Ungleichzeitigkeit als Ideologie. Beiträge zur historischen Aufklärung. Fischer Sozialwissenschaft, Frankfurt, 1994, ISBN 978-3-596-11927-1.
- Roland Robertson, Jan Aart Scholte (Hrsg.): Encyclopedia of Globalization. (4 Bände). Routledge, New York/London, 2007, ISBN 978-0-415-97314-4 (Wolf Schäfer war ein Associate Editor. Er ist außerdem der Verfasser der Einträge „Global History“ und „Maps“ in Bd. 2, S. 516–21 und 750–54).
- Hyun-Chin Lim, Wolf Schäfer, Suk-Man Hwang (Hrsg.): New Asias. Global Futures of World Regions (=SNU Series in Asian Studies. Bd. 1). Seoul National University Press, Seoul, 2010, ISBN 978-89-521-1126-5 (Wolf Schäfer hat in dem Band u. a. das Kapitel „Concepts of Globalization, Globalism and Globality and the Method of Lean Globality Studies: A Critical Adjustment“ verfasst, S. 23-48).
- Hyun-Chin Lim, Wolf Schäfer, Suk-Man Hwang (Hrsg.): Global Challenges in Asia: New Development Models and Regional Community Building (=SNUAC Series in Asian Studies. Bd. 3). Seoul National University Press, Seoul, 2014, ISBN 978-89-521-1580-5 (Wolf Schäfer hat in dem Band das Kapitel „Pangaea II: The Project of the Global Age“ sowie das Postscript „Observing Asia’s Miracles“ verfasst, S. 97-122 und 369-375).
- Wolf Schäfer: Dark Words and Deadly Winds: Trump & Trumpism. Eigenverlag, 2021 (https://make-trumpism-small-again.us/ - A 2017 manuscript on the eight deadly forces of Trumpism).